# 大腰筋
大腰筋（だいようきん、英語: psoas major muscle）は哺乳類の胸椎～腰椎の筋肉で股関節の屈曲（わずかに外旋）、脊柱の屈曲を行う。食肉家畜のいわゆるヒレ肉が、大腰筋に相当する部分である。

## ヒトの大腰筋
起始は浅部と深部に分けられる。浅部（浅頭）は第12胸椎と第1～4腰椎の側面およびそれらの間に介在する椎間円板から起こり、深部（深頭）は第1～5腰椎の肋骨突起から起始し、腸骨筋と合流して腸腰筋となり腸骨筋膜に包まれ、腸恥隆起を越えて走り筋裂孔を通って小転子で終わる。
大腰筋の神経支配は、腰神経叢の筋枝（Th12）,L1-3,（L4）である。